# 헤일리 스콰이어스
헤일리 스콰이어스(Hayley Squires, 1988년 4월 16일 ~ )는 잉글랜드의 배우, 극작가이다. 2021 국제 에미상 여자연기자상 수상자이다.

## 출연 작품

### 영화
- 나, 다니엘 블레이크
- 어웨이 (2016년 영화)
- 인 패브릭: 레드 드레스
- 디스어포인트먼트 블러바드
- 루이스 웨인: 사랑을 그린 고양이 화가 - 마리 웨인 역

### 텔레비전
- 콜 더 미드와이프
- 일렉트릭 드림스
- 콜래트럴 이펙트

## 연극
- 뜨거운 양철지붕 위의 고양이